# Coma de Cabanes
La Coma de Cabanes és una coma situada en un planell creat pel riu de Cabanes, un afluent del riu de la Bonaigua. Està ubicada dins del municipi d'Alt Àneu, al Pallars Sobirà.